# Nicolás Pareja
Nicolás Martín Pareja (Buenos Aires, Argentina, 19 de enero de 1984) es un exfutbolista argentino que jugaba como defensa central.

## Trayectoria

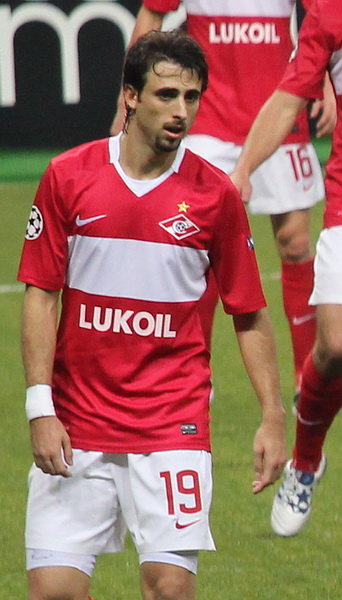
Nico Pareja con el Spartak de Moscú en 2010.

Debutó como jugador profesional en Argentinos Juniors. En el año 2006 fue traspasado por 2 millones de euros al R. S. C. Anderlecht de Bélgica, como reemplazo de Vincent Kompany.
En agosto de 2008 fue contratado por el R. C. D. Espanyol de Barcelona.
Fue comparado por muchos como el sucesor de Mauricio Pochettino, el último gran central argentino que había triunfado en las filas del R. C. D. Espanyol.
En julio de 2010 fichó por el Spartak de Moscú. El 4 de julio de 2013 se confirmó su cesión al Sevilla F. C. En la siguiente temporada se efectuó su traspaso el 9 de abril de 2014 firmando contrato hasta 2017. Fue uno de los pilares del club durante toda la temporada hasta su lesión en cuartos de final de la Liga Europa de la UEFA contra el Zenit, que lo mantendrían alejado del campo por 6 meses. 
El 24 de agosto de 2018 llegó a un acuerdo con el conjunto hispalense para la rescisión de su contrato. Un día más tarde se hizo oficial su fichaje por el Atlas.
Tras más de un año sin equipo y al tener que operarse la rodilla, el 9 de noviembre de 2020 anunció su retirada del fútbol profesional.
En 2022, con la creación de la Kings League, Adrián (Adri) Contreras decidió fichar al defensa argentino para su equipo (El Barrio). Tras 3 meses de competición, Nico consiguió levantar el título de campeón de la Kings League, con El Barrio, en marzo de 2023, en el Camp Nou. Tras un mes de mercado en la Kings League, comenzó el segundo split. En el segundo split, El Barrio, equipo en el que jugaba Pareja, en el estadio Civitas Metropolitano, quedaron subcampeones, tras una larga tanda de penaltis.
Días más tarde, (6 de agosto) Nico, decidió poner rumbo a otro equipo de la Kings League (Kunisport). Fichó por el equipo del Kun Agüero, con la mentalidad de afrontar un nuevo reto en su vida.

## Selección nacional
Fue convocado para participar en el equipo argentino que viajó a los Juegos Olímpicos de Pekín en 2008, después de que el técnico Sergio Batista no haya podido contar con Gabriel Milito (por lesión), Gabriel Heinze, Martín Demichelis, ni Fabricio Coloccini. Vistió la camiseta con el dorsal número 12 en tal torneo que coronó a la selección argentina campeona olímpica por segunda vez en su historia.
En 2009 fue convocado por el entrenador Diego Maradona para un amistoso contra Rusia, en sustitución por el lesionado Martín Demichelis, y para los partidos de eliminatorias contra Brasil y Paraguay.

### Participaciones en Copas América
| Copa              | Sede      | Resultado        | Partidos | Goles |
| ----------------- | --------- | ---------------- | -------- | ----- |
| Copa América 2011 | Argentina | Cuartos de final | 0        | 0     |

### Participaciones en Juegos Olímpicos
| Torneo                | Sede  | Resultado      | Partidos | Goles |
| --------------------- | ----- | -------------- | -------- | ----- |
| Juegos Olímpicos 2008 | Pekín | Medalla de oro | 5        | 0     |

## Estadísticas

### Clubes
| Club | Div.          | Temporada     | Liga  | Liga  | Copas nacionales(1) | Copas nacionales(1) | Torneos internacionales(2) | Torneos internacionales(2) | Otros(3) | Otros(3) | Total | Total |
| Club | Div.          | Temporada     | Part. | Goles | Part.               | Goles               | Part.                      | Goles                      | Part.    | Goles    | Part. | Goles |
| --- | ------------- | ------------- | ----- | ----- | ------------------- | ------------------- | -------------------------- | -------------------------- | -------- | -------- | ----- | ----- |
| A. A. Argentinos Juniors Argentina | 1.ª           | 2004-05       | 15    | 0     | —                   | —                   | —                          | —                          | —        | —        | 15    | 0     |
| A. A. Argentinos Juniors Argentina | 1.ª           | 2005-06       | 34    | 2     | —                   | —                   | —                          | —                          | —        | —        | 34    | 2     |
| A. A. Argentinos Juniors Argentina | Total club    | Total club    | 49    | 2     | —                   | —                   | —                          | —                          | —        | —        | 49    | 2     |
| R. S. C. Anderlecht · Bélgica | 1.ª           | 2006-07       | 21    | 0     | 5                   | 0                   | 4                          | 1                          | 0        | 0        | 30    | 1     |
| R. S. C. Anderlecht · Bélgica | 1.ª           | 2007-08       | 18    | 0     | 3                   | 0                   | 8                          | 0                          | 1        | 0        | 30    | 0     |
| R. S. C. Anderlecht · Bélgica | Total club    | Total club    | 39    | 0     | 8                   | 0                   | 12                         | 1                          | 1        | 0        | 60    | 1     |
| R. C. D. Espanyol · España | 1.ª           | 2008-09       | 30    | 3     | 3                   | 0                   | —                          | —                          | —        | —        | 33    | 3     |
| R. C. D. Espanyol · España | 1.ª           | 2009-10       | 30    | 0     | 2                   | 0                   | —                          | —                          | —        | —        | 32    | 0     |
| R. C. D. Espanyol · España | Total club    | Total club    | 60    | 3     | 5                   | 0                   | —                          | —                          | —        | —        | 65    | 3     |
| F. C. Spartak de Moscú · Rusia | 1.ª           | 2010          | 11    | 0     | 1                   | 0                   | 5                          | 0                          | —        | —        | 17    | 0     |
| F. C. Spartak de Moscú · Rusia | 1.ª           | 2011-12       | 24    | 1     | 1                   | 0                   | 2                          | 0                          | —        | —        | 27    | 1     |
| F. C. Spartak de Moscú · Rusia | 1.ª           | 2012-13       | 12    | 2     | 0                   | 0                   | 4                          | 0                          | —        | —        | 16    | 2     |
| F. C. Spartak de Moscú · Rusia | Total club    | Total club    | 47    | 3     | 2                   | 0                   | 11                         | 0                          | —        | —        | 60    | 3     |
| Sevilla F. C. · España | 1.ª           | 2013-14       | 25    | 0     | 0                   | 0                   | 12                         | 0                          | —        | —        | 37    | 0     |
| Sevilla F. C. · España | 1.ª           | 2014-15       | 26    | 1     | 3                   | 0                   | 7                          | 0                          | 1        | 0        | 37    | 1     |
| Sevilla F. C. · España | 1.ª           | 2015-16       | 2     | 0     | 0                   | 0                   | 0                          | 0                          | 0        | 0        | 2     | 0     |
| Sevilla F. C. · España | 1.ª           | 2016-17       | 27    | 1     | 0                   | 0                   | 6                          | 1                          | 1        | 0        | 34    | 2     |
| Sevilla F. C. · España | 1.ª           | 2017-18       | 5     | 0     | 0                   | 0                   | 4                          | 0                          | —        | —        | 9     | 0     |
| Sevilla F. C. · España | 1.ª           | 2018-19       | 0     | 0     | 0                   | 0                   | 2                          | 0                          | 0        | 0        | 2     | 0     |
| Sevilla F. C. · España | Total club    | Total club    | 85    | 2     | 3                   | 0                   | 31                         | 1                          | 2        | 0        | 121   | 3     |
| Atlas F. C. · México | 1.ª           | C-2019        | 3     | 0     | 1                   | 0                   | —                          | —                          | —        | —        | 4     | 0     |
| Total carrera | Total carrera | Total carrera | 289   | 10    | 19                  | 0                   | 54                         | 2                          | 3        | 0        | 359   | 12    |
| (1) Incluye datos de la Copa de Bélgica (2006-08), Copa del Rey (2008-15), Copa de Rusia (2010-12) y Copa México (2019). (2) Incluye datos de la Liga de Campeones (2006-18), Copa de la UEFA (2008) y Liga Europa (2011-18). (3) Incluye datos de la Supercopa de Bélgica (2007-07) y Supercopa de Europa (2014-16). |               |               |       |       |                     |                     |                            |                            |          |          |       |       |

## Palmarés

### Campeonatos nacionales
| Título               | Club                | País    | Año  |
| -------------------- | ------------------- | ------- | ---- |
| Division 1           | R. S. C. Anderlecht | Bélgica | 2007 |
| Supercopa de Bélgica | R. S. C. Anderlecht | Bélgica | 2007 |
| Division 1           | R. S. C. Anderlecht | Bélgica | 2008 |

### Campeonatos internacionales
| Título           | Club                            | Sede     | Año  |
| ---------------- | ------------------------------- | -------- | ---- |
| Juegos Olímpicos | Selección olímpica de Argentina | Pekín    | 2008 |
| Liga Europa      | Sevilla F. C.                   | Turín    | 2014 |
| Liga Europa      | Sevilla F. C.                   | Varsovia | 2015 |
| Liga Europa      | Sevilla F. C.                   | Basilea  | 2016 |

### Distinciones individuales
| Distinción                                | Año  |
| ----------------------------------------- | ---- |
| Equipo ideal de la Liga Europa de la UEFA | 2014 |